# غرم أباد (ماجين)
غرم أباد (بالفارسية: گرم‌آباد) هي قرية و مستوطنة تقع في إيران في قسم ماجين الريفي. يقدر عدد سكانها بـ 74 نسمة .